# メモリースティック

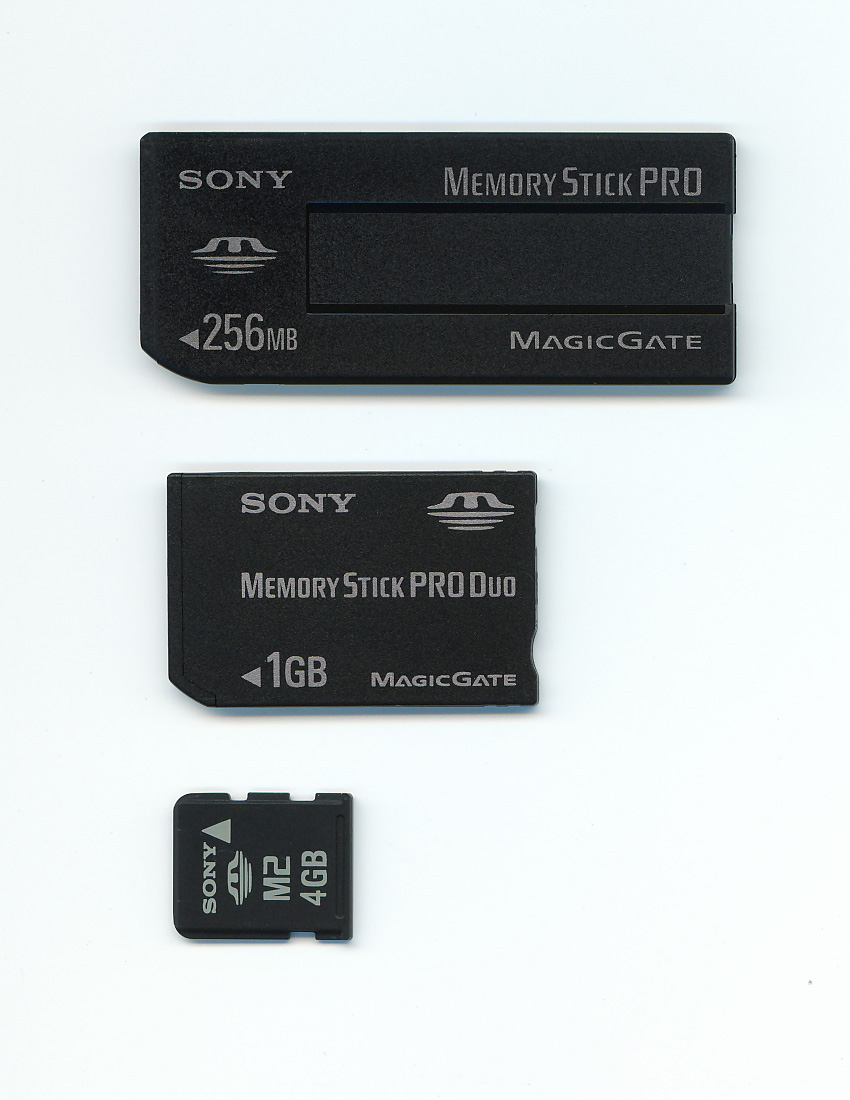
各種メモリースティック製品。上から標準サイズ、Duoサイズ、マイクロサイズ。

メモリースティック (Memory Stick) は、かつてソニー製を中心とするデジタルカメラやデジタルオーディオプレーヤー、携帯電話、携帯ゲーム機などの記録媒体として利用されていたフラッシュメモリを用いた小型メモリーカード、およびその関連規格・製品群の総称である。省略して「メモステ」「MS」などとも呼ばれる。

## 概要
メモリースティックは1997年7月17日にソニーから発表された。ソニーのVAIOセンター、富士通などによる共同開発で、アイワ（初代法人）、オリンパス、カシオ計算機、三洋電機、シャープ、ソニーが発表時から協賛していた。
発表当時、既にメモリーカード市場ではコンパクトフラッシュ・スマートメディアなどがシェアを争っていたが、PC周辺機器での使用を前提として開発されたそれらの規格と違い、メモリースティックはさまざまなユーザーが利用することを想定した家電寄りのユニバーサルデザイン的な設計思想が特徴である。「メモリースティック」という規格名は、平易な単語で構成することで非英語話者でも理解しやすいよう試みたもの。
メモリースティックには、他のメモリーカード規格と同様にいくつかのバリエーションがある。まず、電気的仕様の違いから従来型「メモリースティック」系と上位規格「メモリースティック PRO」系に大別される。PRO規格は従来型規格の上位互換となっており、PRO機器では従来型メディアが利用できるが、一方で従来型規格の機器ではPROメディアは利用できない。また、メモリースティックPROにはさらなる拡張規格として、転送速度を強化したメモリースティック PRO-HGと、最大記録容量を強化したメモリースティックXCがある。
次に、物理サイズの違いから標準サイズとDuoサイズ、マイクロサイズの3種類がある。小型タイプのメディアは簡素な構造のアダプタを介することで、より大きいメディアに対応した機器で利用することができる。ただ、機器の小型化に伴って標準サイズのメディアはほとんど利用されなくなっており、現在は実質的にDuoサイズとマイクロサイズのみとなっている。
なお、初期のメモリースティックでは、著作権保護技術『MagicGate』に対応する製品と対応しない製品に分かれていたが、現在はMagicGate機能標準搭載で統一されている。
|                | メモリースティック系  | メモリースティックPRO系     | メモリースティックPRO系        | メモリースティックPRO系       | メモリースティックPRO系          |
| -------------- | --------------------- | --------------------------- | ------------------------------ | ----------------------------- | -------------------------------- |
| 拡張規格       | なし                  | 標準                        | HG                             | XC                            | XC-HG                            |
| 標準サイズ     | メモリースティック    | メモリースティックPRO       | なし                           | なし                          | なし                             |
| Duoサイズ      | メモリースティックDuo | メモリースティックPRO Duo   | メモリースティックPRO-HG Duo   | メモリースティックXC Duo      | メモリースティックXC-HG Duo      |
| マイクロサイズ | なし                  | メモリースティック マイクロ | メモリースティック HG マイクロ | メモリースティックXC マイクロ | メモリースティックXC-HG マイクロ |
| MagicGate機能  | 一部対応              | 全モデル対応                | 全モデル対応                   | 全モデル対応                  | 全モデル対応                     |
| 最大記録容量   | 128MB×2               | 32GB                        | 32GB                           | 2TB                           | 2TB                              |
| 最大転送速度   | 160Mbps(20MB/s)       | 160Mbps(20MB/s)             | 480Mbps(60MB/s)                | 160Mbps(20MB/s)               | 480Mbps(60MB/s)                  |
| 最低保証速度   | なし                  | 15Mbps(1.875MB/s)           | 120Mbps(15MB/s)                | 15Mbps(1.875MB/s)             | 120Mbps(15MB/s)                  |

## メモリースティック

### 概要（メモリースティック）

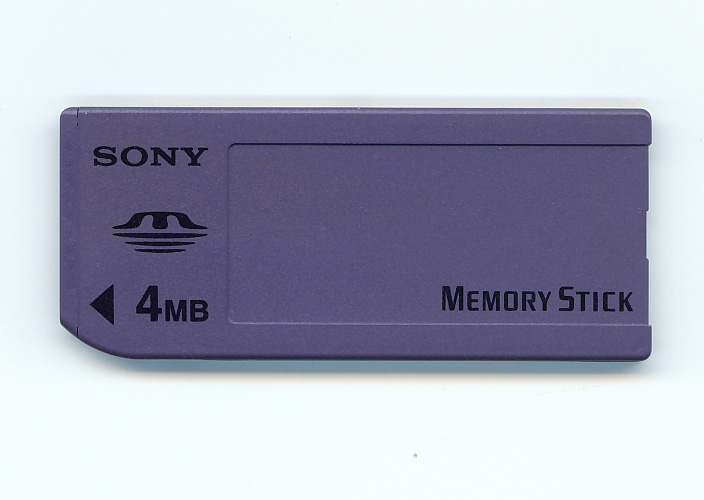
メモリースティック

メモリースティック (Memory Stick) は、メモリースティック開発表明と同時に発表された、最初期の標準規格である。総称としての広義の「メモリースティック」と区別するため「青メモリースティック」「青メモステ」などとも呼ばれる。本項では「従来型メモリースティック」と表記している。
外形寸法は21.5mm×50mm×2.8mmで、長さは単3乾電池と同じに設定されている。ユニバーサルデザイン的な設計思想にもとづき、扱いやすさを考えてこのサイズ・形状にされた。メディア片面の仕上げをザラザラとした手触りにすることで、メディアを見なくても裏表が判断できるような工夫がなされ、また人為的な誤消去を防ぐためミニディスクやフロッピーディスクのような誤消去防止スイッチが設けられている。
接触不良を防ぐため端子数は10ピンにおさえ、指などが直接触れないよう端子をくぼみの奥に配置した。動作電圧は2.7V - 3.6Vとなっている。通信には独自のシリアルプロトコルを採用することで将来的な容量・素子の変更時にも互換性が確保でき、当時スマートメディアなどが頻繁に起こしていた互換性問題にも無縁であるとされた。また、メモリースティックへの静止画、音楽、動画などの記録については個別にアプリケーションフォーマットが規格化されており、メーカーや機器にかかわらず互換性を保つよう努められている。
転送速度は書き込みが最大1.5MB/s、読み出しが最大2.45MB/sである。
外観は、製造メーカーや容量を問わずほとんどの製品が青紫色のカラーリングで統一され、表面にフロッピーディスクと同様のラベル貼付エリアが設けられた。
1998年9月に最初の製品として4MBおよび8MBのメディアが発売され、その後128MBまでの大容量化が行われた。
2000年にソニーが発表したロードマップでは当初少なくとも1GBまでの大容量化が予定されていたが、規格上の問題から製品化できたのは128MBまでにとどまり、256MB以上の大容量メディアは「メモリースティック PRO」という新規格での発売となった。このため256MB相当の代替製品として、128MBメモリを内部に2つ内蔵し、物理的なスイッチで切り替えて使う「メモリースティック（メモリーセレクト機能付）」(Memory Stick Select) が用意された。なおソニーは128MBメモリを4つ内蔵した512MB相当モデルや、メモリとスイッチをさらに増やした大容量モデルも計画していたが、実際の製品化には至っていない。

#### メモリ容量（メモリースティック）
- 1998年: 4MB
- 1998年: 8MB
- 1999年: 16MB
- 1999年: 32MB
- 1999年: 64MB
- 2001年: 128MB
- 2003年: 128MBx2

### マジックゲート メモリースティック

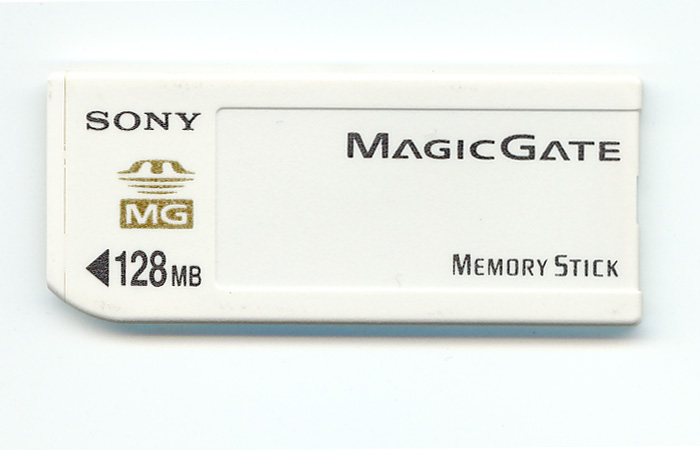
MGメモリースティック

マジックゲート メモリースティック (MagicGate Memory Stick) は、著作権保護が必要なセキュアデータの取り扱いに対応すべく、著作権保護機能MagicGate機能を搭載したメモリースティックである。MGメモリースティック、MGMSなどとも呼ばれる。MagicGate機能を持たない従来型メモリースティックと区別するために、ホワイトのカラーリングで統一された。MagicGate機能の有無以外の仕様は従来型メモリースティックと同一である。
メモリースティック ウォークマンの発売にあわせ、1999年12月に最初の製品として32MBおよび64MBがソニーから発売され、後に128MBが追加された。しかし、MGメモリースティックはMG非対応のメモリースティックに比べて割高で、MG非対応の青紫色メモリースティックも引き続き併売されたことなどから普及が進まず、また市場にこれら2製品が混在することによる混乱の声も聞かれた。

#### メモリ容量（マジックゲート）
- 1999年: 32MB
- 1999年: 64MB
- 2001年: 128MB

### メモリースティック Duo

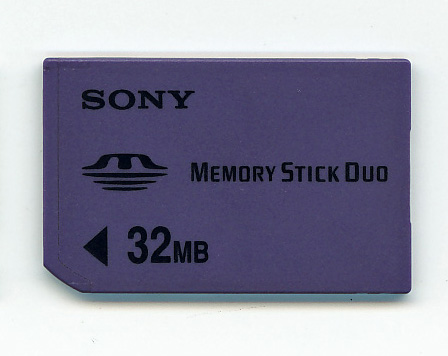
メモリースティックDuo

メモリースティック Duo (Memory Stick Duo) は、2000年4月13日に発表された、小型のメモリースティックである。「メモステDuo」あるいは単に「Duo」などと略される。
携帯電話などの小型機器用途を想定し、外形寸法は20mm×31mm×1.6mmとされた。初期のモデルは裏面に誤消去防止スイッチを搭載していたが、現在はメモリースティックPRO Duoも含めほとんどのモデルで誤消去防止スイッチが省略されている。電気的仕様は標準サイズのメモリースティックと同一であるため、物理サイズを標準サイズに揃えるための簡素な構造のアダプタを使用することにより、標準サイズ用の機器で使用することができるほか、一部にはメモリースティックDuoもアダプターを使わずに挿入できるよう構造が工夫されたスロットもある。
標準サイズのメモリースティック同様、登場初期のモデルはMagicGate機能に対応しておらず、MagicGate対応モデルは2003年2月に「マジックゲート メモリースティック Duo」（MagicGate Memory Stick Duo、MGMS-Duo）として登場した。
メモリースティックDuoの登場当初は、携帯電話やごく小型のデジタルカメラ、携帯音楽プレーヤーなどでのみ使用される特殊規格という位置付けであった。しかし、2005年ごろからは、ある程度の大きさを持つ機器においても、標準サイズをあえてサポートせずにDuoサイズのみ対応とする傾向が強くなり、標準サイズのメディアが販売されなくなった2007年ごろからはDuoサイズが事実上の標準メディアとなっている。
なお、標準サイズのメモリースティックと電気的仕様が同じであることから、Duoサイズも容量は128MBまでにとどまり、256MB以上の大容量メディアは「メモリースティック PRO Duo」という新規格での展開となった。

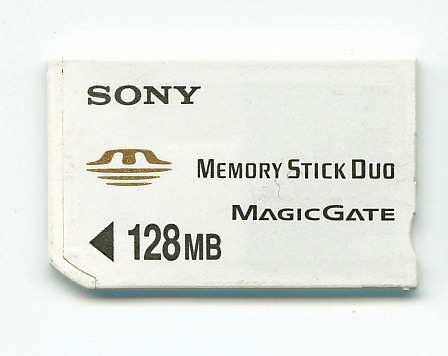
MGメモリースティックDuo
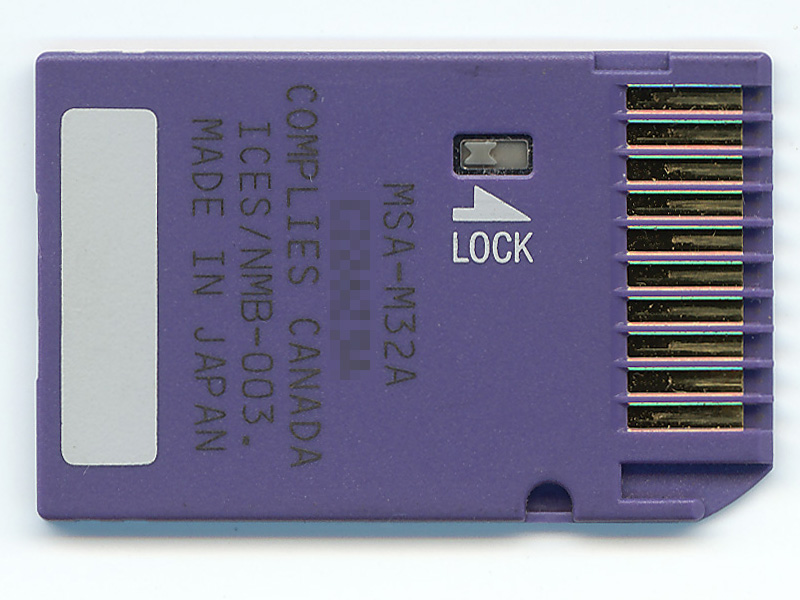
誤消去防止スイッチ搭載タイプのメモリースティックDuo裏面
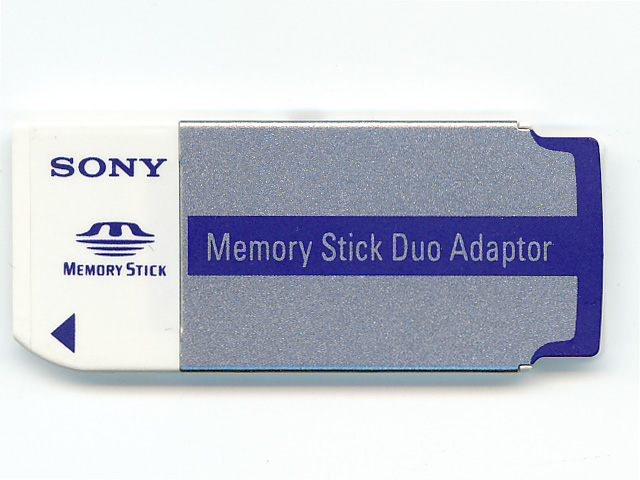
メモリースティックDuoアダプター

#### メモリ容量 (Duo)
- 2002年: 8MB
- 2002年: 16MB
- 2002年: 32MB
- 2003年: 64MB
- 2003年: 128MB

### メモリースティック（マジックゲート/高速データ転送対応）

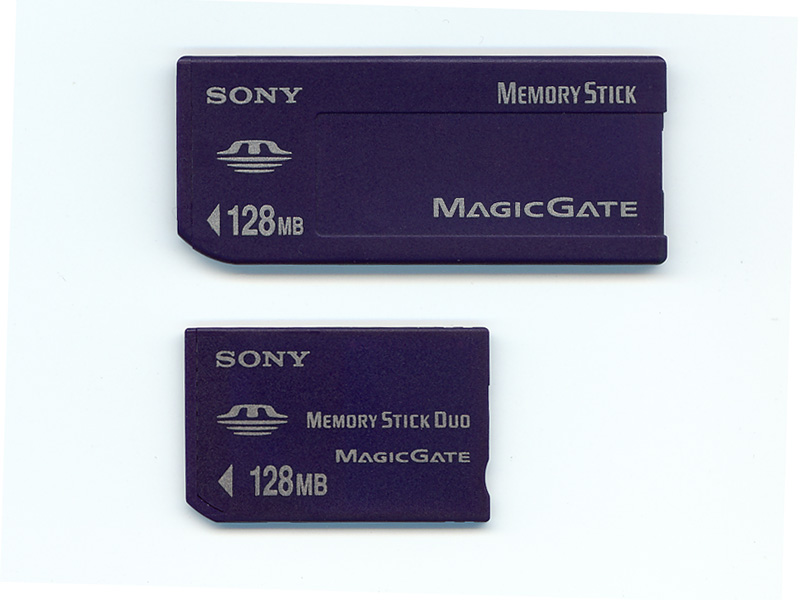
メモリースティック（マジックゲート/高速データ転送対応）

MagicGate機能の有無で複雑化していたラインナップの整理と、登場初期の仕様のままだった転送速度の向上のため、メモリースティックおよびMGメモリースティックは2004年5月に、メモリースティックDuoおよびMGメモリースティックDuoは2003年9月に、順次「メモリースティック（マジックゲート/高速データ転送対応）」へと切り替えられた。
本モデルではMagicGate機能を標準で搭載するとともに、メモリースティックPROと同様のパラレルデータ転送に対応し最大転送速度を160Mbpsへと引き上げた（ただし、これはあくまで理論値であり、実測値ではメモリースティックPROに及んでいない。また機器側もパラレル転送に対応する必要がある）。外形寸法はMGメモリースティックおよび同Duoと同一であり、仕様上の違いは転送速度のみとなっている。
本モデルのカラーリングは紺色で統一された（限定カラーモデルなど一部を除く）。
なお、メモリースティック規格自体に変更は加えられなかったため、一部サードパーティーの製品ではその後もMagicGate非対応のメモリースティックが残っていた時期があった。

## メモリースティック PRO

### 概要 (PRO)

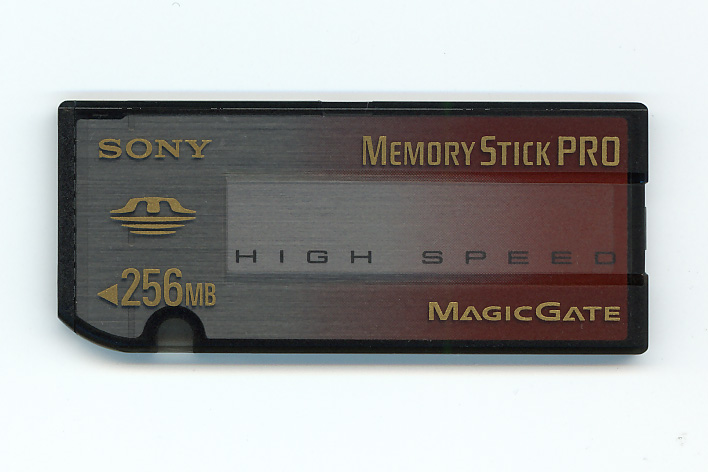
メモリースティックPRO

メモリースティック PRO (Memory Stick PRO) は、サンディスクとソニーの共同開発により2003年1月10日に発表された、メモリースティックの上位規格である。メモステPRO、MS-PROなどと略される。
外形寸法は従来型メモリースティックと同じ21.5mm×50mm×2.8mmだが、従来型でラベル貼付エリアがあった部分に凹型のくぼみが設けられ、ユーザーが両者を識別しやすくなっている。なお、従来型メモリースティックおよびメモリースティックDuoに設けられていた誤消去防止スイッチはオプションとなったため、一部のメディアには備えられていない。
メモリースティックPROの「PRO」は、“Progressive”、“Professional”、“Protection”に由来し、従来型メモリースティックと比べて、最大容量の拡大、転送速度の向上、著作権保護技術MagicGate機能の強化、の3点が柱となっている。
まず、従来型メモリースティックでは最大容量が128MBにとどまっていたが、ファイルシステムとして新たにFAT32を採用したことなどから規格上の最大容量は32GBとなった。ファイルシステム上は従来のFAT16でも2GBまでの容量が実現可能であるため、本来であれば256MBというタイミングで規格を変更する必要はない。この点についてソニーによれば、論理アドレスおよび物理アドレスのマッピングの仕様をメモリースティックPROで変更したとしていることから、256MB以上の容量ではマッピングの仕様に問題が生じたとみられている。
次に転送速度については、最大転送速度を160Mbpsに引き上げるとともに、これまでにはなかった「最低速度保証」を導入することで、最適化された機器との組み合わせにおいて最低15Mbpsの転送速度を確保した。これにより、動画のリアルタイム記録などにも余裕をもって対応できるようになった。また、実際に利用できるユーザー領域に加えてシステムファイル領域を設けており、そこに一定間隔で管理データを書き込むことで動画記録中に突然メディアが抜かれたり電源が落ちたりした場合でも、データの喪失を最低限に抑えることができる。
そして、従来はオプション扱いだったMagicGate機能を全モデルで標準搭載とすることでラインナップの単純化を図り、アクセスコントロール機能など保護機能自体も強化された。
なお、発売当初は10MB/sの高速転送に対応したソニー製メモリースティックPROメディアがフラッシュメモリの供給状況の影響を受け、発売延期・生産終了・再発売などの発表が短期間に連続して行われる、大容量メディアと一部旧機器の間で互換性問題が発生するなど、いくつかの混乱が散見された。
機器の小型化の進行に伴い、次第に標準サイズからDuoサイズへ需要が移行したことなどから、標準サイズは4GBモデルをもって製品化が打ち切られ、以後の新規格はDuoサイズまたはマイクロサイズのみで展開されている。

#### メモリースティックとの互換性
従来型メモリースティックとは上位互換となっており、メモリースティックPRO対応機器では従来型メモリースティックも使用できるが、逆に従来型メモリースティック機器でメモリースティックPROメディアを使用することはできない。ソニーは混乱を避けるためメモリースティックPROメディアの容量は256MBを下限とし、128MBまでは従来型メモリースティックメディアのみとした。ただしこれは規格上の制限ではないため、過去にはサンディスクなど一部のメーカーが256MB未満の小容量メモリースティックPROメディアも生産していた。
また、MagicGate機能が強化されたことから、従来型メモリースティックのMagicGate機能とメモリースティックPROのMagicGate機能との間にも互換性がなく、当初はDRMのかかった音楽配信コンテンツやSonicStageでリッピングした楽曲ファイルは、従来の「マジックゲートメモリースティック」しか利用できず、メモリースティックPROの大容量を活かせなかった。最終的にメモリースティックPROのMagicGateへの対応は、2005年7月のPSPのシステムアップデートおよび同時期発売のVAIOからとなった。

#### アクセスコントロール機能
ソニーが将来的に想定しているメモリースティックPRO独自の利用法として「アクセスコントロール機能（仮称）」がある。これは機能が強化されたメモリースティックPROのMagicGate機能を応用したもので、専用のロック装置（アクセスコントローラー）に挿入することでメディア内容の一括暗号化が行える。復号には、暗号化に使ったコントローラーが必要となるが、あらかじめ暗号化キーの複製作業を行うことで複数のコントローラーで暗号化メディアの共有も可能になる。長らく本機能を使用したメモリースティックは商品化されなかったが、2012年11月発売のミラーリングメモリースティックに、これと同様の機能（機器限定モード）が搭載された。

#### メモリ容量 (PRO)
- 2003年: 256MB
- 2003年: 512MB
- 2003年: 1GB
- 2005年: 2GB
- 2005年: 4GB

### メモリースティック PRO Duo

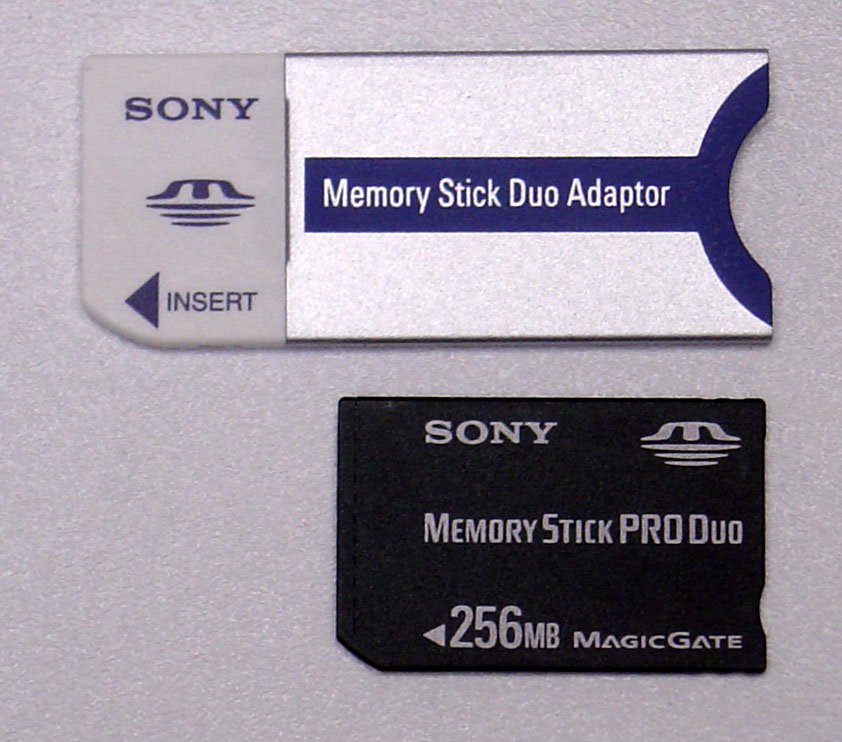
メモリースティック PRO Duo（下）とアダプタ（上）

メモリースティック PRO Duo (Memory Stick PRO Duo) は、2003年8月19日に発表された小型のメモリースティックPROである。「メモステPRO Duo」もしくは単に「PRO Duo」などと略される。
外形寸法はメモリースティックDuoと同一のDuoサイズであり、電気的仕様はメモリースティックPROと同一である。アダプターを介することで標準サイズ用の機器で使用することができるほか、一部にはメモリースティックDuoもアダプターを使わずに挿入できるよう構造が工夫されたスロットもある。
ソニー・コンピュータエンタテインメントが発売した携帯ゲーム機「PlayStation Portable」(PSP) の記録メディアとして採用されたことで大きく普及した。標準サイズのメディアが販売されなくなった2007年ごろからはDuoサイズが事実上の標準となっており、また容量的に128MB以下はあまり扱われなくなったことから、現在は単に「メモリースティック」と言えばこのメモリースティックPRO Duoを指すことが多い。
2009年に規格上の上限容量である32GBまで到達、製品化された。32GBを超える容量はメモリースティックXC Duoでの展開となる。
最低保証速度を15Mbpsから32Mbpsに高速化して、AVCHDによるハイビジョン映像を安定して書き込めるメディアには「MARK2」のロゴが付いている。

#### メモリ容量 (PRO Duo)
- 2003年: 256MB
- 2003年: 512MB
- 2004年: 1GB
- 2005年: 2GB
- 2006年: 4GB
- 2007年: 8GB
- 2009年: 16GB
- 2009年: 32GB

### メモリースティック マイクロ (M2)

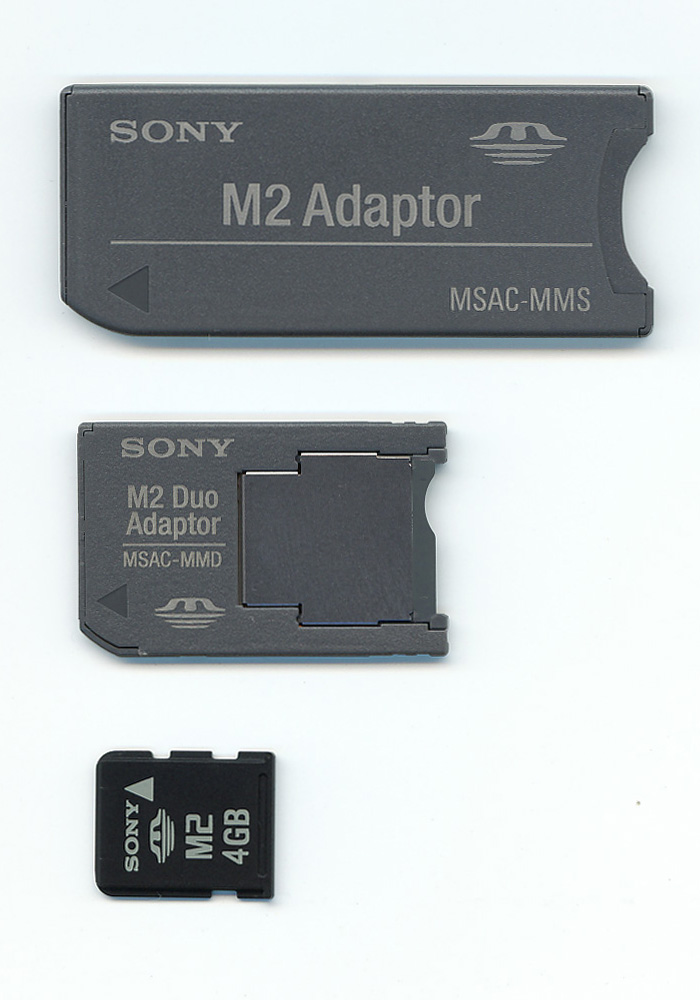
M2（下）とM2アダプター（上：標準サイズ用、中：Duoサイズ用）

メモリースティック マイクロ (Memory Stick Micro) は、メモリースティックPRO Duoよりさらに小型化したメモリースティックPROである。サンディスクおよびソニーによって2005年9月30日に発表された。略称はMemory Stick Microから略してMM、転じてM2となる。
外形寸法は12.5mm×15mm×1.2mm。携帯電話などの小型機器向けに開発されたメディアで、体積ではメモリースティック PRO Duoの4分の1程度となる。頻繁な交換を行う用途ではなく、内蔵メモリのようにほぼ挿しっぱなしでの使用を想定している。
電気的仕様はメモリースティックPRO、同PRO Duoと互換性を持ち、Duoサイズや標準サイズに変換するアダプタも用意される。なお動作電圧は従来の2.7 - 3.6Vに加え、より低電圧の1.7 - 1.95Vにも対応した。また、接続端子は標準サイズ、Duoサイズの各メディアより1ピン増えた11ピンとなっている。
2006年上半期より発売が開始されたものの、当初は海外市場向けソニー・エリクソン製携帯電話での利用がほとんどであった。日本国内向けでは2007年にau（KDDI／沖縄セルラー電話）向けのW52S（ウォークマンケータイ）、2009年よりPlayStation Portable goやリニアPCMに対応したICレコーダー「PCM-M10」といった採用機器が発売された。
2009年に16GBまで製品化されている。

#### メモリ容量 (M2)
- 2007年: 256MB
- 2007年: 512MB
- 2007年: 1GB
- 2007年: 2GB
- 2007年: 4GB
- 2007年: 8GB
- 2009年: 16GB

## メモリースティック PRO-HG

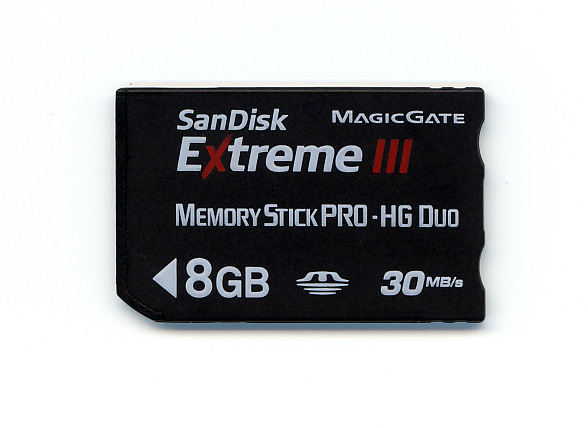
メモリースティックPRO-HG Duo

### 概要 (PRO-HG)
メモリースティック PRO-HG (Memory Stick PRO-HG) は、サンディスクとソニーの共同開発により2006年12月11日に発表されたメモリースティックPROの拡張規格である。仕様上標準サイズは用意されておらず、Duoサイズとマイクロサイズのみである。
従来のメモリースティックPROと比較して転送速度が大きく向上しており、PROでは4bitパラレル転送・クロック周波数40MHz・最大転送単位512Byteだったのに対し、PRO-HGでは8bitパラレル転送・クロック周波数60MHz・最大転送単位2048Byteとなっている。これにより規格上の最大転送速度は480Mbps(60MB/s)、最低保証速度は8bitパラレル転送時で120Mbps(15MB/s)、4bitパラレル転送時で40Mbps(5MB/s)と大幅に引き上げられている。

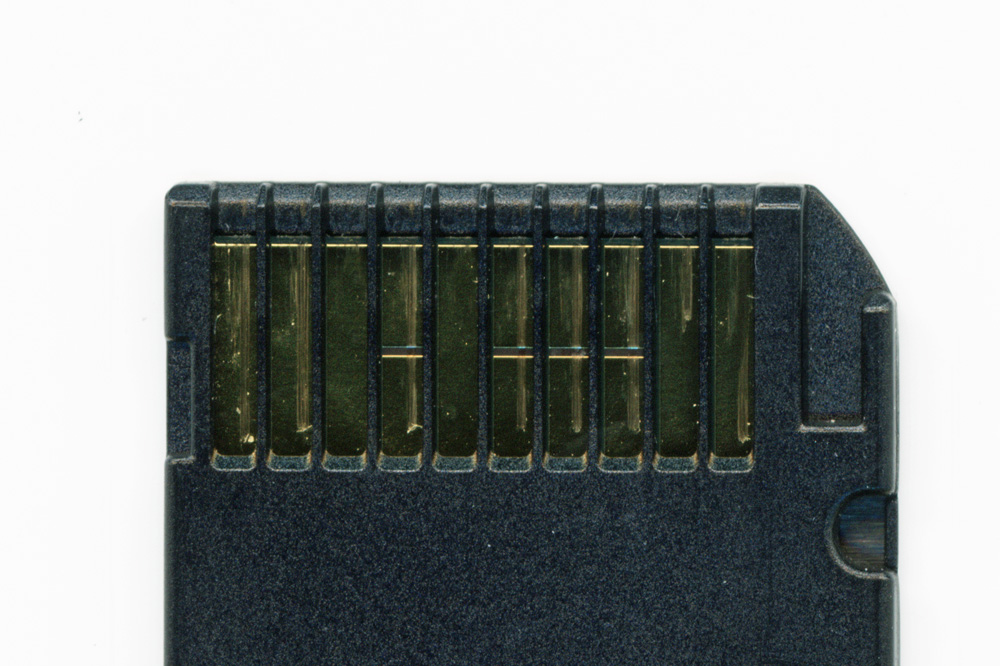
メモリースティックPRO-HG Duoの接続端子。左から4、6、7、8番目のピンが上下に分割されている。

### メモリースティック PRO-HG Duo
メモリースティック PRO-HG Duo (Memory Stick PRO-HG Duo) は、PRO-HG規格公表と同時に発表された、高速データ転送対応のメモリースティックPRO Duoである。基本仕様や外形寸法はメモリースティックPRO Duoと同一であるが、端子数はPRO Duoの10ピンから14ピンに増えている。増加分のピンは従来のピンを前後2分割する形で配置したため、端子形状は従来のメモリースティックPROと同一である。そのため、PRO-HG対応機器で従来のメモリースティックPROを使用でき、従来のメモリースティックPRO対応機器でPRO-HGを使うことも出来る（後者の場合、転送速度はHG対応機器で使用した場合よりも落ちる）。
2007年8月より1GB、2GB、4GBの3タイプが発売され、2009年に規格上の上限容量である32GBまで到達、製品化された。32GBを超える容量については、後継規格であるメモリースティックXC-HG Duoでの展開となる。

#### メモリ容量 (PRO-HG Duo)
- 2007年: 1GB
- 2007年: 2GB
- 2007年: 4GB
- 2008年: 8GB
- 2009年: 16GB
- 2009年: 32GB

### メモリースティック HG マイクロ
メモリースティック HG マイクロ (Memory Stick HG Micro) は、2009年1月に発表された、高速データ転送対応のメモリースティックマイクロである。略称はM2-HG。M2の端子数が11ピンであるのに対し、M2-HGは20ピンとなっている。
規格が発表されて以降、具体的な製品化の発表は行われていない。

## メモリースティック XC

### 概要 (XC)
メモリースティックXC (Memory Stick XC) は、従来のメモリースティックPROの最大記録容量を拡張するために策定された、メモリースティックPROの拡張規格である。2009年1月に「メモリースティック高容量向け拡張フォーマット（仮称）」としてソニーとサンディスクが発表し、2009年8月に正式名称や仕様が公開された。仕様上標準サイズは用意されず、Duoサイズとマイクロサイズのみである。
メモリースティックPROはファイルシステムとしてFAT16またはFAT32を採用していたことなどから、規格上の最大容量は32GBとなっていた。しかし、デジタルカメラの高画素化やHD動画撮影機能の登場によって、更なる大容量化が求められるようになったため、ファイルシステムとして新たにexFATを採用し最大記録容量を2TBとした。ファイルシステムと最大記録容量以外は従来のメモリースティックPRO規格と同一である。PCで先行して普及していたFAT32とは違い、当時はまだexFATに対応する環境は限られていたが、やがて対応が図られたことで多くの環境で読み書きが可能になっていった。

### メモリースティック XC Duo
メモリースティックXC Duo (Memory Stick XC Duo) は、メモリースティック XC仕様公開と同時に発表された、メモリースティックPRO Duoの高容量版である。規格が発表されて以降、具体的な製品化の発表は行われていない。

### メモリースティック XC-HG Duo
メモリースティックXC-HG Duo (Memory Stick XC-HG Duo) は、メモリースティック XC仕様公開と同時に発表された、メモリースティックPRO-HG Duoの高容量版である。8bitパラレルデータ転送にも対応する。
規格の発表後長らく製品化されていなかったが、2012年11月にミラーリングメモリースティックとして64GBタイプが発売された。

### メモリースティック XC マイクロ
メモリースティックXC マイクロ (Memory Stick XC Micro) は、メモリースティック XC仕様公開と同時に発表された、メモリースティックマイクロの高容量版である。略称はM2 XC。規格が発表されて以降、具体的な製品化の発表は行われていない。

### メモリースティック XC-HG マイクロ
メモリースティックXC-HG マイクロ (Memory Stick XC-HG Micro) は、メモリースティック XC仕様公開と同時に発表された、メモリースティック HG マイクロの高容量版である。略称はM2 XC-HG。8bitパラレルデータ転送にも対応する。規格が発表されて以降、具体的な製品化の発表は行われていない。

## 特殊なメモリースティック

### メモリースティック-ROM

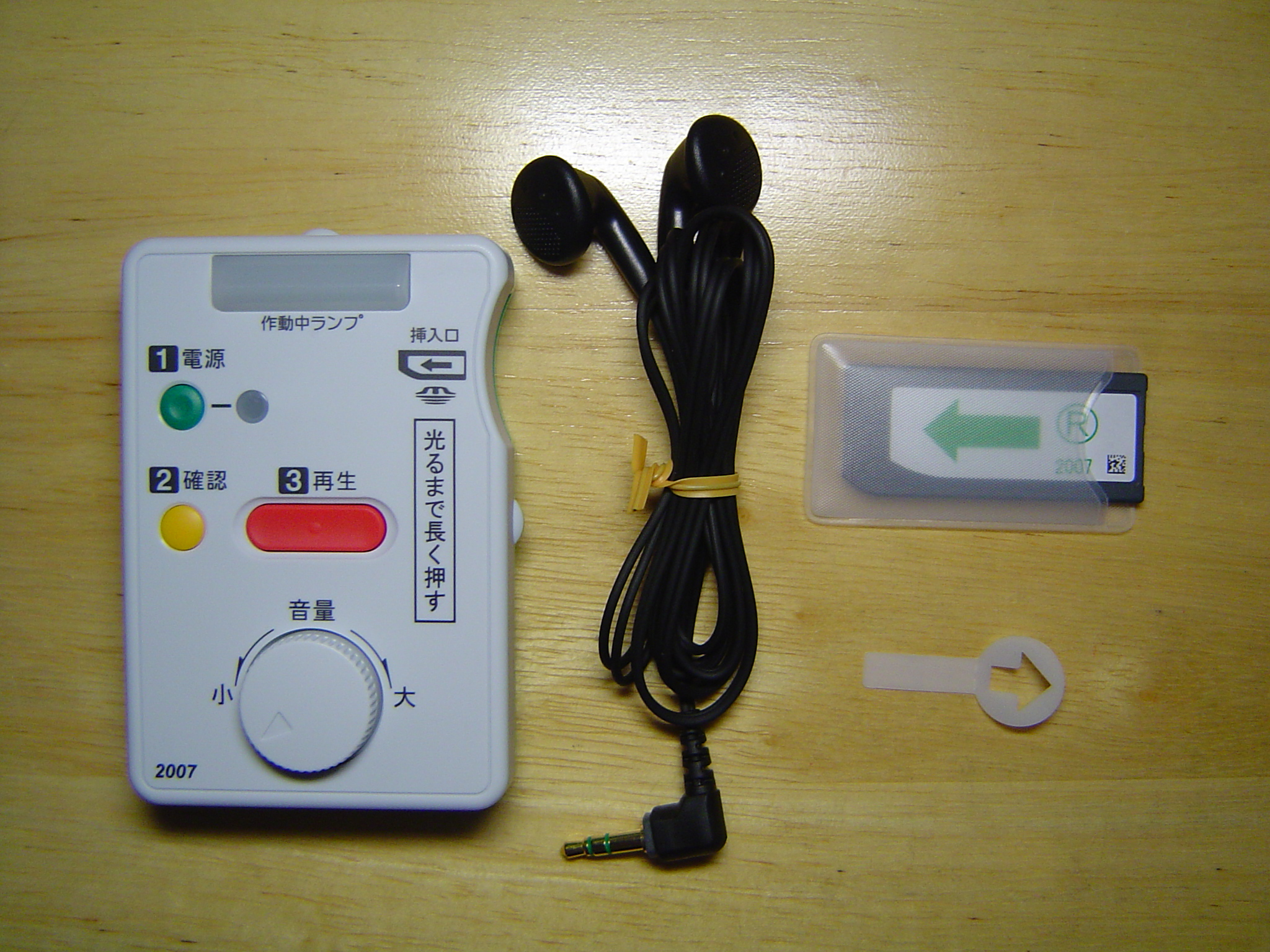
メモリースティックROMを使用したセンター試験のICプレーヤー

メモリースティック-ROMは、2001年に発表された、コンテンツの配布用途などを想定したデータの読み出し専用のメモリースティックである。
2004年ごろから、BBeB Dictionary規格の辞書データが入ったタイプがソニーから販売されており、同社の電子辞書やLIBRIe、CLIEの各対応機種などで利用できる。しかし、現在はソニーが電子辞書やCLIE事業から撤退したため、新たなBBeB Dictionary規格のメモリースティック-ROMは発売されていない。
また、2006年度より行われていた大学入試センター試験（現在の大学入学共通テスト）の英語リスニング試験に「メモリースティック-ROM」と専用のICプレーヤーが採用されていた（2010年からはSDカードに変更）。

### メモリースティック-R
2002年6月3日、ライトワンス型の「メモリースティック-R（仮称）」の開発表明が行われたが、製品化には至っていない。

### メモリースティック I/O拡張モジュール
メモリースティック I/O拡張モジュールは、メモリースティックのI/Oインターフェース規格である。日本で販売されたモジュール機器としては、ソニーがCLIE向けに販売したBluetoothモジュール、カメラモジュール、GPSモジュール、指紋照合モジュールなどがある。また、メモリースティック PROをベースにし、パラレル高速転送に対応した「メモリースティック PRO I/O拡張モジュール」規格も存在する。

### TransferJet搭載メモリースティック
近距離無線転送技術「TransferJet」の機能をカード本体に内蔵したメモリースティックである。対応機器に挿入すると、かざすだけでTransferJetによるワイヤレス転送が可能になる。2010年1月にPRO-HG Duoの8GBが発表されている。

### ミラーリングメモリースティック
記憶領域を二重化する「ミラーリング機能」や、記憶領域を暗号化してアクセスコントロールできる「機器限定モード」に対応した、業務用途向けのメモリースティックである。
2012年11月に16GBと32GBタイプがPRO-HG Duoとして、64GBタイプがXC-HG Duoとして発売された。

#### ミラーリング機能
記憶領域を2分割し、各領域に同じ内容のデータを同時記録することにより、不測のデータ消失による損害を回避して安定したデータ記録を行う機能である。2分割するため、ユーザーが記録できる容量は半分となる。ミラーリング機能をオフにして全領域をフルに使用することもできる。

#### 機器限定モード
記憶領域へのアクセスを、事前に設定したPCもしくは本モードに対応した機器のみに限定する機能である。メモリースティックの紛失などによって第三者にデータを読み取られるリスクを最小限に抑えることが可能である。

### 変換アダプター

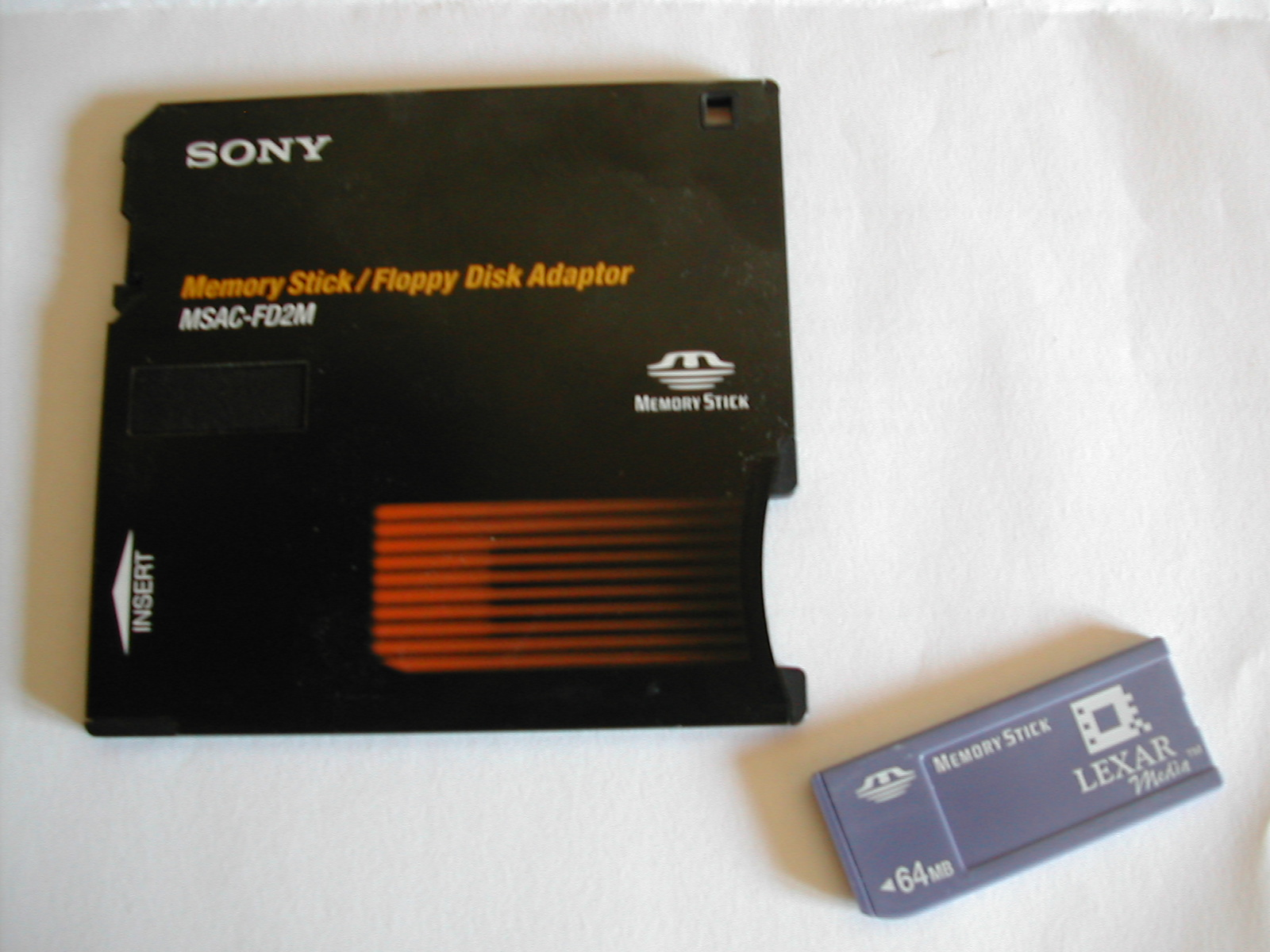
フロッピーディスク用アダプター

PC用の変換アダプターとしては、フロッピーディスク用のアダプターやPCカードアダプター、ExpressCardアダプターがある。
他のメモリーカード規格への変換アダプターとしては、2003年からメモリースティックDuoをコンパクトフラッシュとして使用できるCFスロット用のアダプターがソニーから発売されている。
また、他のメモリーカードをメモリースティック規格へ変換するアダプタとしては、2006年後半ごろから、microSDをメモリースティックDuoとして利用できる変換アダプターが販売されている。ただし、このアダプターはメモリースティック規格を策定・運用する正規メーカーが用意したものではないため、カードと機器の組み合わせによっては正常に使用できないこともある。加えて、メモリースティックの著作権保護機能MagicGateとSDメモリーカードの著作権保護機能CPRMとは互換性がなく、著作権保護機能を利用するデータやPSPでの番組録画には使用できない。

## アプリケーションフォーマット
メモリースティックに記録するうえで互換性を確保するため、音楽や動画、静止画などはフォーマットが定められている。

### 静止画ファイルフォーマット
デジタルカメラ等で静止画を記録する際に用いられる。DCF規格に準拠。

### 位置情報関連ファイルフォーマット
カーナビやGPSロガーなどで移動軌跡や経路情報を記録する際に用いられる。

## メモリーカード市場シェアの変遷
メモリースティック規格の立ち上げ当初は、その機能や設計思想などが評価され、多くのサードパーティーを味方に既存規格のコンパクトフラッシュ・スマートメディアからシェアを奪っていった。メモリースティック専用スロットはデジタルカメラや静止画記録対応のビデオカメラ、パーソナルコンピュータのほか、ペットロボットAIBOなど多様な製品に搭載された。
しかし2000年代になって、後発のSDメモリーカードとの競争で苦戦を強いられる。メモリースティックDuoをセーブデータやファイルの保存に利用する携帯型ゲーム機PlayStation Portable(PSP)の登場、半導体価格の下落などに伴う製品価格の低下により、若干ではあるが状況に改善が見られたものの、2005年ごろから携帯電話でのminiSDやmicroSD規格の採用が急増したこともあり、メモリースティック系列全体のシェアはメモリーカード市場では全体の1割強ほどにとどまり、業界2位ではあるものの、6割を占めるSD陣営に対して大きく水をあけられる状況となった。
2010年代になると、殆どのパソコンにおいて、メモリースティックやSDカードなど複数の規格に対応したマルチリーダーが採用されており、ソニーグループの製品でもVAIOやサイバーショット（2010年モデル以降）、日本国内向け携帯電話などがSDカード系にも対応するほか、2010年にはついにソニー自身が自社ブランドのSDメモリーカードの販売に踏み切った。また2011年には、メモリースティックに対応しないソニーグループの製品が登場し始めたことで、「脱メモリースティック」の流れは決定的となった。同年に発売されたPSP後継のPlayStation Vitaがメモリースティックではなく独自仕様の専用メモリーカードを採用したことも、この流れを後押しした。
なお、メモリースティックの製造はその後も継続しているが、事実上メモリースティックのみに対応する旧製品ユーザー向けの供給となっている。ソニー製品（とくにサイバーショット、ハンディカム）については、SDメモリーカードを主軸としつつ、メモリースティックとSDメモリーカードのデュアルスロットを搭載することで、2015年現在でも、メモリースティックのサポートを続けている。
このほか、メモリースティックは切手ほどの大きさであることから安価な密輸が容易であるという特徴があり、インターネットオークションなどでソニーなど大手メーカーのロゴやパッケージを盗用した日本国外産のコピー商品が大量に出回っているという問題が報道されている。